# Сол Йон У
Сол Йон У (кор. 설영우, нар. 5 грудня 1998, Ульсан) — південнокорейський футболіст, захисник сербського клубу «Црвена Звезда» та національної збірної Південної Кореї.
Виступав також за клуб «Ульсан Хьонде».
Клубний чемпіон Азії.

## Клубна кар'єра
Народився 5 грудня 1998 року в місті Ульсан.
У дорослому футболі дебютував 2020 року виступами за команду «Ульсан Хьонде», в якій провів чотири сезони, взявши участь у 120 матчах чемпіонату.  Більшість часу, проведеного у складі «Ульсан Хьонде», був основним гравцем захисту команди.
До складу клубу «Црвена Звезда» приєднався 2024 року. Станом на 11 червня 2025 року відіграв за белградську команду 30 матчів в національному чемпіонаті.

## Виступи за збірні
У 2014 році дебютував у складі юнацької збірної Південної Кореї (U-16), загалом на юнацькому рівні взяв участь у 5 іграх.
З 2020 року залучався до складу молодіжної збірної Південної Кореї. На молодіжному рівні зіграв в одному офіційному матчі.
У 2023 році дебютував в офіційних матчах у складі національної збірної Південної Кореї.
У складі збірної був учасником кубка Азії з футболу 2023 року у Катарі.
| Дата       | Місто             | Господарі         | Результат               | Гості             | Турнір                        | Голи | Примітки  |
| ---------- | ----------------- | ----------------- | ----------------------- | ----------------- | ----------------------------- | ---- | --------- |
| 20-6-2023  | Теджон            | Південна Корея    | 1 – 1                   | Сальвадор         | товариський матч              | -    |           |
| 7-9-2023   | Кардіфф           | Уельс             | 0 – 0                   | Південна Корея    | товариський матч              | -    |           |
| 12-9-2023  | Ньюкасл-апон-Тайн | Південна Корея    | 1 – 0                   | Саудівська Аравія | товариський матч              | -    |           |
| 13-10-2023 | Сеул              | Південна Корея    | 4 – 0                   | Туніс             | товариський матч              | -    | 81'       |
| 17-10-2023 | Сувон             | Південна Корея    | 6 – 0                   | В'єтнам           | товариський матч              | -    | 46'       |
| 16-11-2023 | Сеул              | Південна Корея    | 5 – 0                   | Сінгапур          | Відбір до ЧС 2026             | -    |           |
| 21-11-2023 | Шеньчжень         | КНР               | 0 – 3                   | Південна Корея    | Відбір до ЧС 2026             | -    | 72'       |
| 6-1-2024   | Абу-Дабі          | Ірак              | 0 – 1                   | Південна Корея    | товариський матч              | -    | 67'       |
| 15-1-2024  | Доха              | Південна Корея    | 3 – 1                   | Бахрейн           | Кубок Азії 2023 - 1-й етап    | -    |           |
| 20-1-2024  | Доха              | Йорданія          | 2 – 2                   | Південна Корея    | Кубок Азії 2023 - 1-й етап    | -    |           |
| 25-1-2024  | Ель-Вакра (місто) | Південна Корея    | 3 – 3                   | Малайзія          | Кубок Азії 2023 - 1-й етап    | -    | 75'       |
| 30-1-2024  | Ер-Раян           | Саудівська Аравія | 1 – 1 д.ч. (2 – 4 п.п.) | Південна Корея    | Кубок Азії 2023 - 1/8 фіналу  | -    |           |
| 2-2-2024   | Ель-Вакра (місто) | Австралія         | 1 – 2 д.ч.              | Південна Корея    | Кубок Азії 2023 - чвертьфінал | -    |           |
| 6-2-2024   | Ер-Раян           | Йорданія          | 2 – 0                   | Південна Корея    | Кубок Азії 2023 - півфінал    | -    |           |
| 21-3-2024  | Сеул              | Південна Корея    | 1 – 1                   | Таїланд           | Відбір до ЧС 2026             | -    |           |
| 26-3-2024  | Бангкок           | Таїланд           | 0 – 3                   | Південна Корея    | Відбір до ЧС 2026             | -    | 74'       |
| 5-9-2024   | Сеул              | Південна Корея    | 0 – 0                   | Палестина         | Відбір до ЧС 2026             | -    | 67'       |
| 10-9-2024  | Маскат            | Оман              | 1 – 3                   | Південна Корея    | Відбір до ЧС 2026             | -    | 45+1' 68' |
| 10-10-2024 | Амман             | Йорданія          | 0 – 2                   | Південна Корея    | Відбір до ЧС 2026             | -    |           |
| 15-10-2024 | Йон'ін            | Південна Корея    | 3 – 2                   | Ірак              | Відбір до ЧС 2026             | -    |           |
| 14-11-2024 | Ель-Кувейт        | Кувейт            | 1 – 3                   | Південна Корея    | Відбір до ЧС 2026             | -    |           |
| 19-11-2024 | Амман             | Палестина         | 1 – 1                   | Південна Корея    | Відбір до ЧС 2026             | -    | 90'       |
| 20-3-2025  | Коян              | Південна Корея    | 1 – 1                   | Оман              | Відбір до ЧС 2026             | -    |           |
| 25-3-2025  | Сувон             | Південна Корея    | 1 – 1                   | Йорданія          | Відбір до ЧС 2026             | -    |           |
| 5-6-2025   | Басра             | Ірак              | 0 – 2                   | Південна Корея    | Відбір до ЧС 2026             | -    | 87'       |
| 10-6-2025  | Сеул              | Південна Корея    | 4 – 0                   | Кувейт            | Відбір до ЧС 2026             | -    | 75'       |
| Усього     |                   | Матчів            | 26                      |                   | Голів                         | 0    |           |

## Титули і досягнення
- Клубний чемпіон Азії (1):

«Ульсан Хьонде»: 2020